# ポール・ランバート (特殊効果アーティスト)
ポール・ランバート（Paul Lambert）は、DNEG所属の視覚効果スーパーバイザーである。『ブレードランナー 2049』（2017年）、『ファースト・マン』（2018年）、『DUNE/デューン 砂の惑星』（2021年） 、『デューン 砂の惑星PART2』 （2024年）によりアカデミー賞視覚効果賞を4度受賞した。

## キャリア
1995年にシネサイトでキャリアが始まり、その後はデジタル・ドメインに籍を移す。2015年にはダブル・ネガティブ（後のDNEG）に入社し、そこで『ブレードランナー 2049』（2017年）、『ファースト・マン』（2018年）を手がけたことにより2年連続でアカデミー賞視覚効果賞を受賞する。2021年の『DUNE/デューン 砂の惑星』では3度目のアカデミー賞視覚効果賞受賞を果たした。

## 受賞とノミネート
| 賞               | 年   | 部門           | 作品名                 | 結果       |
| ---------------- | ---- | -------------- | ---------------------- | ---------- |
| アカデミー賞     | 2017 | 視覚効果賞     | ブレードランナー 2049  | 受賞       |
| アカデミー賞     | 2018 | 視覚効果賞     | ファースト・マン       | 受賞       |
| アカデミー賞     | 2021 | 視覚効果賞     | DUNE/デューン 砂の惑星 | 受賞       |
| アカデミー賞     | 2024 | 視覚効果賞     | デューン 砂の惑星PART2 | 受賞       |
| 英国アカデミー賞 | 2017 | 特殊視覚効果賞 | ブレードランナー 2049  | 受賞       |
| 英国アカデミー賞 | 2018 | 特殊視覚効果賞 | ファースト・マン       | ノミネート |
| 英国アカデミー賞 | 2021 | 特殊視覚効果賞 | DUNE/デューン 砂の惑星 | 受賞       |